# 中野電波高等学校
中野電波高等学校（なかのでんぱこうとうがっこう）とは、かつて東京都中野区江古田に存在した私立高等学校。

## 概要
学校法人国際学園が運営していた男子校。跡地は現在、国際短期大学となっている。

## 沿革
- 1941年 - 中野学園中学校が開校。
- 1948年 - 学制改革により、国際中学校・高等学校に改称。
- 1951年 - 国際中学校が廃校。
- 1956年 - 中野電波高等学校に改称。
- 1974年 - 閉校。